# Радзинь (Лодзинське воєводство)
Радзинь (пол. Radzyń) — село в Польщі, у гміні Ґрабув Ленчицького повіту Лодзинського воєводства.
Населення — 210 осіб (2011).
У 1975-1998 роках село належало до Конінського воєводства.

## Демографія
Демографічна структура станом на 31 березня 2011 року:
|          | Загалом | Допрацездатний вік | Працездатний вік | Постпрацездатний вік |
| -------- | ------- | ------------------ | ---------------- | -------------------- |
| Чоловіки | 101     | 20                 | 68               | 13                   |
| Жінки    | 109     | 20                 | 57               | 32                   |
| Разом    | 210     | 40                 | 125              | 45                   |